# Evangelische Kirche (Dierdorf)

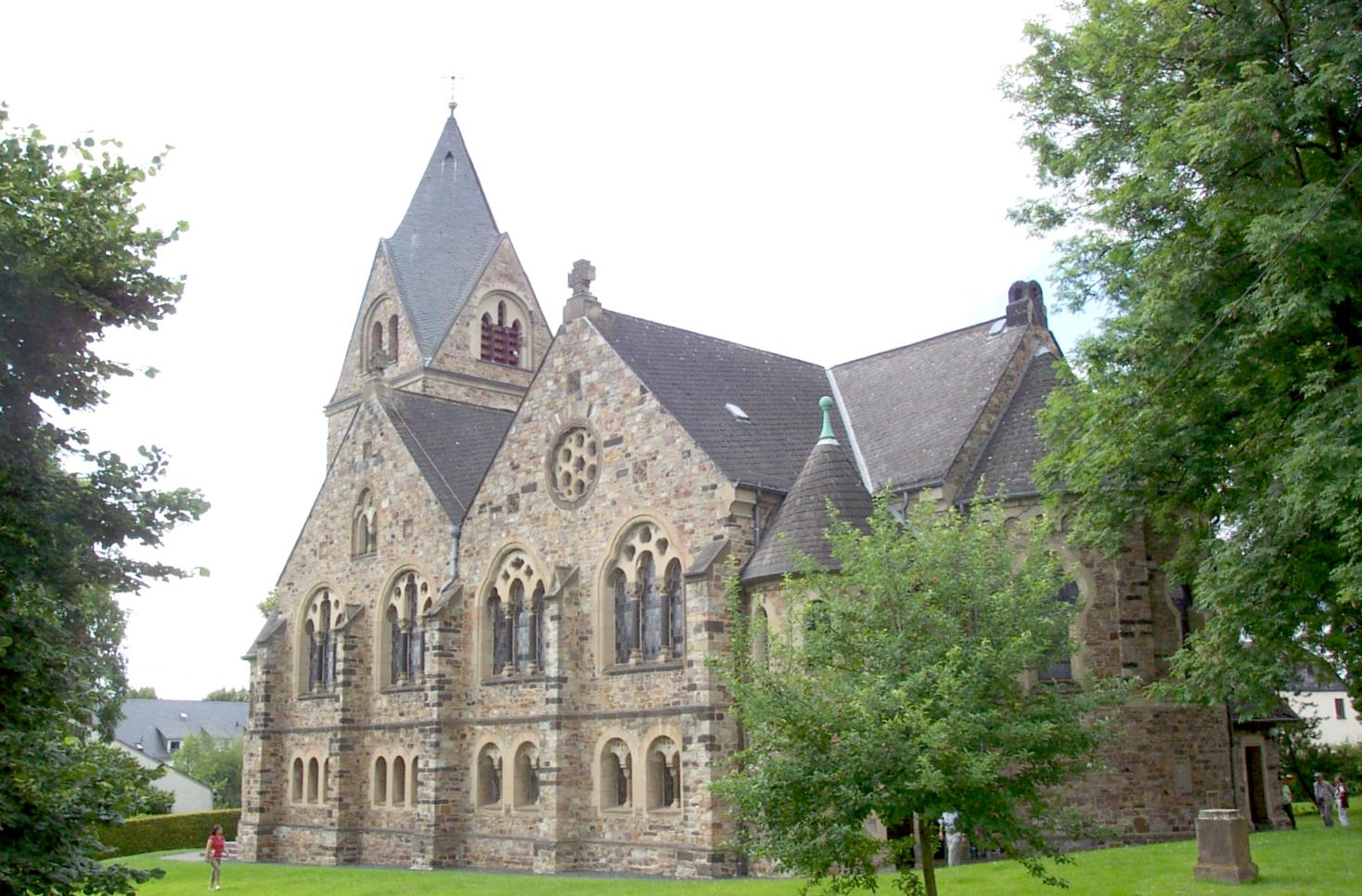
Dierdorf, Evangelische Kirche

Die Evangelische Pfarrkirche Dierdorf im rheinland-pfälzischen Landkreis Neuwied wurde in der heutigen Form in den Jahren 1903 und 1904 erbaut. Als Baumaterial der Bruchsteinkirche dienten Steine aus dem 1902 niedergelegten Schloss in Dierdorf. Der Turm stammt im Wesentlichen von der Vorgängerkirche, die um 1200 gebaut wurde und St. Jakobus geweiht war. Die Kirche gehört zum Kirchenkreis Wied in der Evangelischen Kirche im Rheinland.

## Geschichte
In der ersten urkundlichen Erwähnung des Ortes Dierdorf aus dem Jahr 1204 wird die „Pfarrei Dyrdorph“ als Besitz der Herren von Braunsberg und Isenburg genannt. Die Kirche war St. Jakobus geweiht. 
Im Jahr 1556 führte Graf Johann IV. von Wied († 1581) die evangelische Kirchenverfassung in Dierdorf ein. Ein Onkel von Johann IV. war Hermann V. von Wied (1477–1552), der von 1515 bis 1547 Erzbischof von Köln war und nach seinem Rücktritt vom Bischofsamt zum evangelischen Glauben übertrat. Für die Kirche in Dierdorf, wie auch für die Grafschaft, wurde der Heidelberger Katechismus eingeführt und die katholischen Kirchenbräuche abgeschafft.
Im Dreißigjährigen Krieg wurden Teile der Kirche zerstört und nach rund 600 Jahren, in denen die Kirche sicher auch erweitert und umgebaut wurde, war sie so baufällig, dass um das Jahr 1900 ein Neubau erforderlich wurde. Zu der Zeit war das ehemalige Schloss in Dierdorf eine zerfallende Ruine. Die Gemeinde bat den Fürsten zu Wied um Baumaterial, d. h. um den Abriss der Schlossruine, der Fürst stimmte unter der Bedingung zu, dass ihm daraus keine Kosten entstehen. Der Abriss der Schlossruine wurde als Übung vom Sprengkommando der Koblenzer Pioniere durchgeführt, dauerte sechs Tage und erforderte 15 Zentner Pulver. Beim Neubau der Kirche blieben wesentliche Teile des Turms erhalten.

## Bau und Ausstattung
Der Neubau wurde von Regierungsbaumeister Karl Siebold in neuromanischen Formen als Staffelkirche mit niedrigen Schiffen und hohen Emporen ausgerichtet. Von der alten Kirche blieb der gedrungene, spätromanische Westturm mit drei Geschossen erhalten. An den Außenwänden des Chors sind alte Grabsteine eingemauert.